# Theodor Curtius (burgemeester)

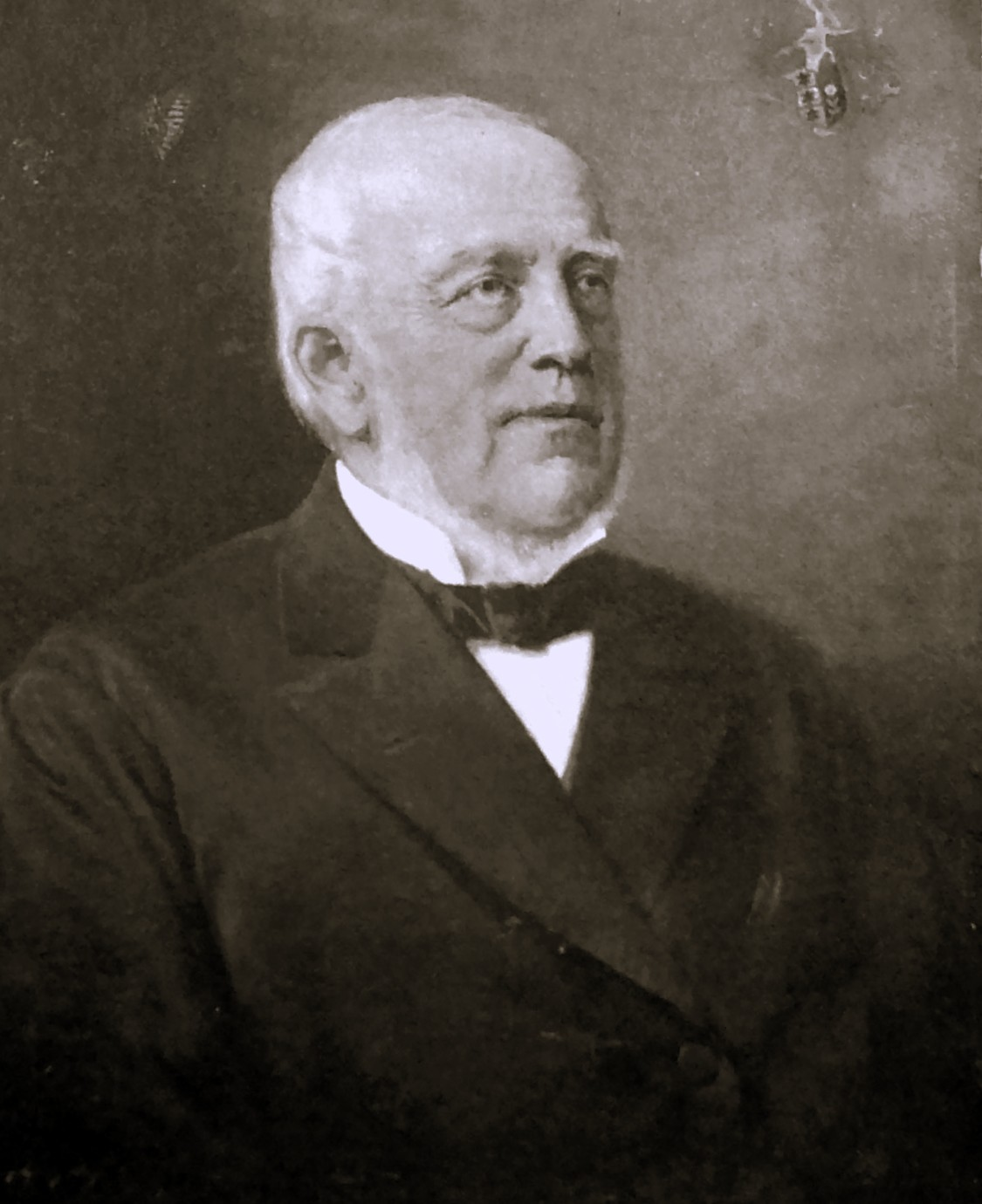
Theodor Curtius

Theodor Curtius (Lübeck, 6 maart 1811 - Lübeck, 25 november 1889), was een Duits politicus die tot driemaal toe burgemeester van de Vrije en Hanzestad Lübeck is geweest.

## Biografie
Theodor Curtius studeerde rechten en vestigde zich in 1834 als advocaat in Lübeck. In 1846 werd hij in de Raad (1875: Senaat) van de stadstaat Lübeck gekozen. Als raadslid, en later als burgemeester, zette Curtius zich in voor het behoud van de traditionele zelfstandige buitenlandse politiek. Desondanks trad Lübeck in 1866 toe tot de Noord-Duitse Bond en in 1868 tot de Zollverein. In 1871 werd Lübeck een van de lidstaten van het Duitse Keizerrijk en eindigde de sinds 1806 erkende soevereiniteit.
Theodor Curtius was tussen 1869 en 1878 driemaal burgemeester van Lübeck (Vorsitzender Bürgermeister):
- 1 januari 1869 - 31 december 1870
- 1 januari 1873 - 31 december 1874
- 1 januari 1877 - 31 december 1878

Theodor Curtius trad in 1885 als raadslid terug. Vier jaar later overleed hij op 78-jarige leeftijd in Lübeck.

## Onderscheiding
- Gedenkmünze Bene Merenti (1885)